# Under (album)
Under is een studioalbum van de uit Bordeaux afkomstige XII Alfonso. Het album volgt zes jaar na de voorganger Claude Monet Volume 2.
XII Alfonso wordt geleid door Francois en Philippe Claerhout, die onregelmatig albums uitbrengen. Under is grotendeels instrumentaal, er zijn qua stem alleen enige geluidsfragmenten te horen. In Under knowledge horen we Albert Einstein over zijn relativiteitstheorie, in Under atom (nogal) droog commentaar op het gebruik van de eerste atoombom. Belangrijkste vocale bijdrage is echter de toespraak van Martin Luther King die gemixt is door Under dream part 1 en 2. Het album is verspreid over de jaren 2006 en 2007 opgenomen. Een centraal thema heeft het album niet; soms komen melodieën uit vorige tracks weer ineens opduiken, maar zijn niet zo snel weer verdwenen. De tracks worden zonder tussenpozen uitgevoerd.

## Musici
- Francois Claerhout – toetsinstrumenten, gitaar, gamelan, stenen, percussie en panfluit
- Phillipe Claerhout – gitaar, basgitaar, bouzouki
- Michael Geyre – toetsinstrumenten, accordeon
- Thierry Moreno – percussie (1, 4, 8, 9 en 11)
- Dominique Caubet – fretloze basgitaar (Fender) op 1, 3, 6 en 8
- Fabien Cicero – fretloze basgitaar XP op 2, 3, 4, 5, 6, 7 en 8

## Composities
Allen van de band:
1. Under Lifetime (5'16)
2. Under Evolution (3'10)
3. Under Knowledge (2'50)
4. Under Progress (6'28)
5. Under Memories (3'06)
6. Under Knowledge - Reprise (4'08)
7. Under Bark (2'43)
8. Under Atom (7'18)
9. Under Sky (5'28)
10. Under Bark - Reprise (3'32)
11. Under Lifetime (4'18)
12. Under Stones (4'50)
13. Under Dream (Part One) (5'10)
14. Under Dream (Part Two) (4'25)